# وزغ بعل‌الذباب
وزغ بعل‌الذباب یا بعلذبوفو (نام علمی: Beelzebufo ampinga) که با نام‌های قورباغه شیطان، وزغ شیطان و قورباغه جهنمی هم شناخته می‌شود، گونه‌ای قورباغه منقرض‌شده و پیشاتاریخی است که حدود ۷۰ میلیون سال پیش در ماداگاسکار می‌زیست. بعلذبوفو با حداقل ۲۳ سانتی‌متر و حداکثر ۴۰ سانتی‌متر طول یکی از بزرگ‌ترین قورباغه‌های تاریخ محسوب می‌شود. این جانور مانند سایر قورباغه‌ها گوشت‌خوار بوده و از حشرات، خزندگان کوچک و احتمالاً بچه دایناسورها تغذیه می‌کرده‌است. 
واژه بعلذبوفو از ترکیب دو واژه بعل‌الذباب (یک شیطان در ادیان سامی) و بوفو به معنای وزغ تشکیل شده‌است.